# Roger Beaufrand
Roger Beaufrand (La Garenne-Colombes, 25 de setembre de 1908 - Besiers, 14 de març de 2007) va ser un ciclista francès que va ser professional entre 1935 i 1936. Es dedicà al ciclisme en pista.
Va prendre part en els Jocs Olímpics d'Amsterdam de 1928, en què guanyà la medalla d'or en la prova de velocitat individual, per davant de Antoine Mazairac i Willy Hansen.
Poc setmanes abans de morir va rebre, de mans de Jean-Claude Killy, la Legió d'Honor en el rang de Cavaller.

## Palmarès
- 1928
  -  Medalla d'or als Jocs Olímpics d'Amsterdam en velocitat individual
  - 1r al Gran Premi Cyclo-Sport de velocitat
  - 1r al Gran Premi de París en velocitat amateur